# Парта героя

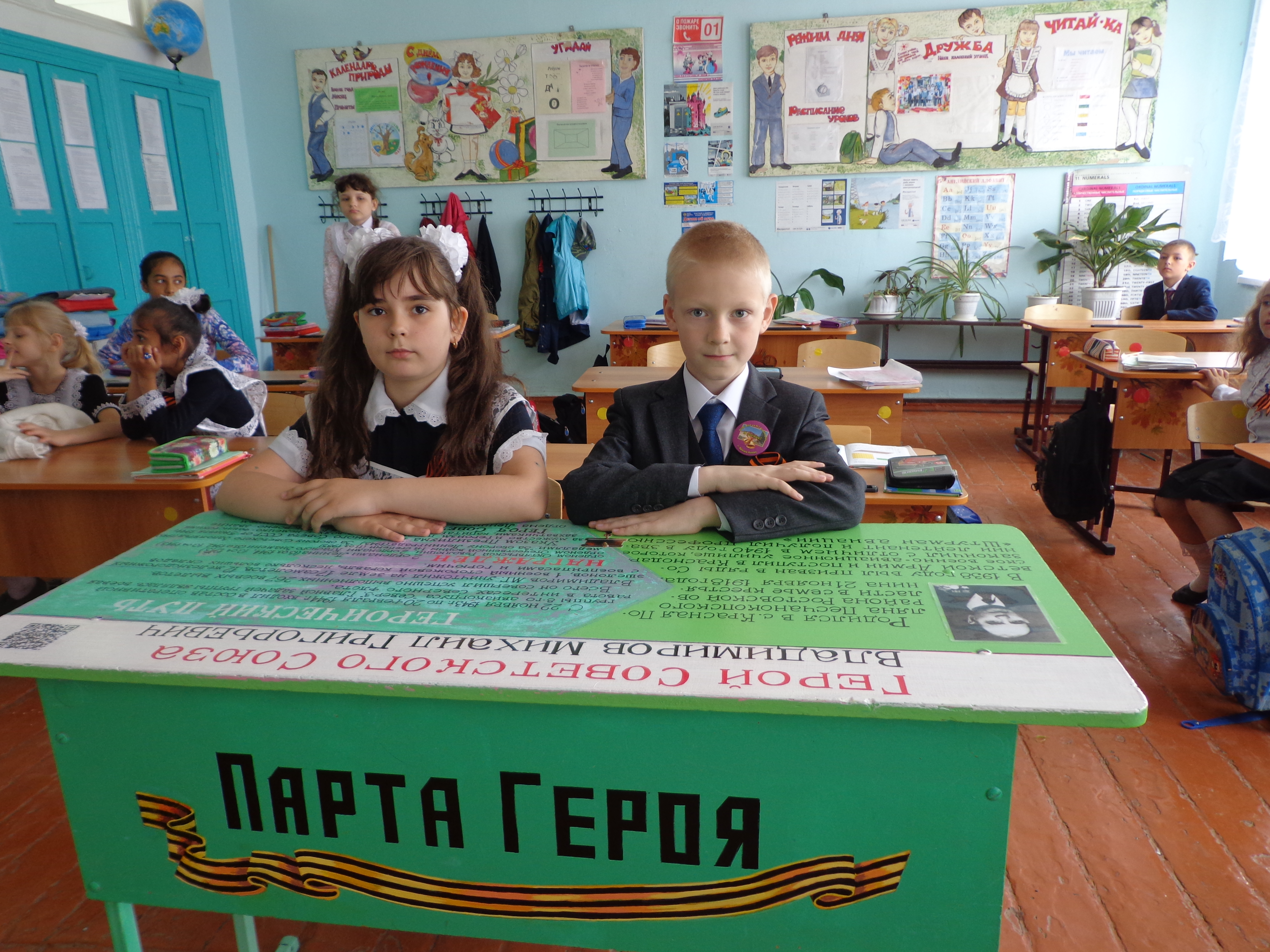
Парта Героя, посвящённая Герою Советского Союза Михаилу Григорьевичу Владимирову. 8 мая 2018 года

«Па́рта геро́я» — государственный патриотический проект в Российской Федерации, обычно представляющий собой установленную в школьном кабинете ученическую парту с размещенной на ней информацией о заслуженном человеке, Герое России, имеющем непосредственное отношение к школе и «вошедшем в историю Отечества, или являющимся героем нашего времени», его фотографией, биографией и жизненным путём.
Установка памятных парт в школах является частью общероссийской государственной инициативы под названием «Проект „Новая школа“», финансируемой «Единой Россией».
Право сидеть «Партой героя» обычно получают лучшие ученики школы — победители олимпиад, отличники, спортсмены, активные участники школьной жизни.

## История
Проект был запущен 19 февраля 2018 года и изначально в ограниченном числе школ. Первая парта была установлена в школе № 42 города Красноярска в память об участнике войны в Афганистане Олеге Курагине.
После начала активной фазы войны с Украиной (с 2022 года) парты в большом количестве были установлены в память о погибших участниках вторжения как в школах России, так и в школах на оккупированных территориях Украины. Это, наряду с «Разговорами о важном», является частью вовлечения российских школьников в «спецоперацию».
По состоянию на начало мая 2023 года «Единая Россия» заявила, что в 9000 школах по всей стране насчитывается более 14 000 парт.

## Внешний вид парт
Письменные столы по всей стране стандартизированы, с фотографиями военных и их биографией, а также списком наград (часто посмертных).